# Regretting You
Pour plus de détails, voir Fiche technique et Distribution.
Regretting You ou On te regrette au Québec est un film germano-américain réalisé par Josh Boone et dont la sortie est prévue en 2025. Il s'agit d'une adaptation du roman du même nom de Colleen Hoover publié en 2019.

## Synopsis
Morgan Grant est une jeune mère vivant avec sa fille adolescente Clara, qu'elle a eu très jeune. Alors que leur relation est tendue et complexe, elles sont marquées par la mort tragique du mari de Morgan, Chris.

## Fiche technique
Sauf indication contraire, les informations mentionnées dans cette section peuvent être confirmées par la base de données cinématographiques IMDb,  présente dans la section « Liens externes ».
- Titre original : Regretting You
- Réalisation : Josh Boone
- Scénario : Susan McMartin, d'après le roman Regretting You de Colleen Hoover
- Production : Brunson Green, Robert Kulzer, Anna Todd et Flavia Viotti

Producteurs délégués : Dave Franco, Warren Goz, Mckenna Grace, Samuel Hall, Colleen Hoover, Emily Magee, Michael Rothstein, Jon D. Wagner et Allison Williams
- Sociétés de production : Constantin Film, Harbinger Pictures, Frayed Pages Entertainment et Heartbones Entertainment
- Société de distribution : Paramount Pictures
- Budget : N/A
- Pays de production :  États-Unis
- Langue originale : anglais
- Format : couleur
- Genre : drame, romance
- Dates de sortie[2] : Dates sujettes à modification
  - États-Unis : 24 octobre 2025
  - France : 29 octobre 2025

## Distribution
- Allison Williams
- Mckenna Grace : Clara
- Dave Franco : Jonah
- Mason Thames : Miller Adams
- Willa Fitzgerald
- Scott Eastwood
- Clancy Brown
- Sam Morelos
- Ethan Costanilla

## Production

### Genèse et développement
En août 2024, il est annoncé  adaptation Regretting You de Colleen Hoover est en développement, avec Josh Boone à la réalisation et Allison Williams, Mckenna Grace, Dave Franco et Mason Thames dans les rôles principaux,. En mars 2025, Willa Fitzgerald et Scott Eastwood rejoignent également la distribution,. Peu après, Clancy Brown, Sam Morelos et Ethan Costanilla sont également confirmés.

### Tournage
Le tournage débute en mars 2025 à Atlanta,.

## Sortie et accueil
La sortie américaine Regretting You est prévue pour le 24 octobre 2025.